# Calamus farinosus
Calamus farinosus är en enhjärtbladig växtart som beskrevs av Jean Jules Linden. Calamus farinosus ingår i släktet Calamus och familjen Arecaceae. Inga underarter finns listade i Catalogue of Life.